# Protarctos
Protarctos — вимерлий рід ведмедів, що жили в Північній Америці в пліоцені.
Протарктос був приблизно такого ж розміру, як азійський чорний ведмідь. Спочатку описаний із зуба, знайденого в Айдахо, більш повні останки цього виду були знайдені на острові Елсмір, Нунавут, Канада.
Протарктос мав би жити в північному бореальному лісовому середовищі, де взимку була б 24-годинна темрява, а також близько шести місяців льоду та снігу.
Скам'янілості двох різних екземплярів, один недорослий, демонструють ознаки карієсу, що свідчить про те, що його дієта включала велику кількість ферментованих вуглеводів. Це перший і найраніший задокументований випадок висококалорійної дієти у ранніх ведмедів, ймовірно, пов’язаний із накопиченням жиру під час підготовки до суворих арктичних зим.